# Lista de canções número um na Brasil Hot 100 Airplay em 2010

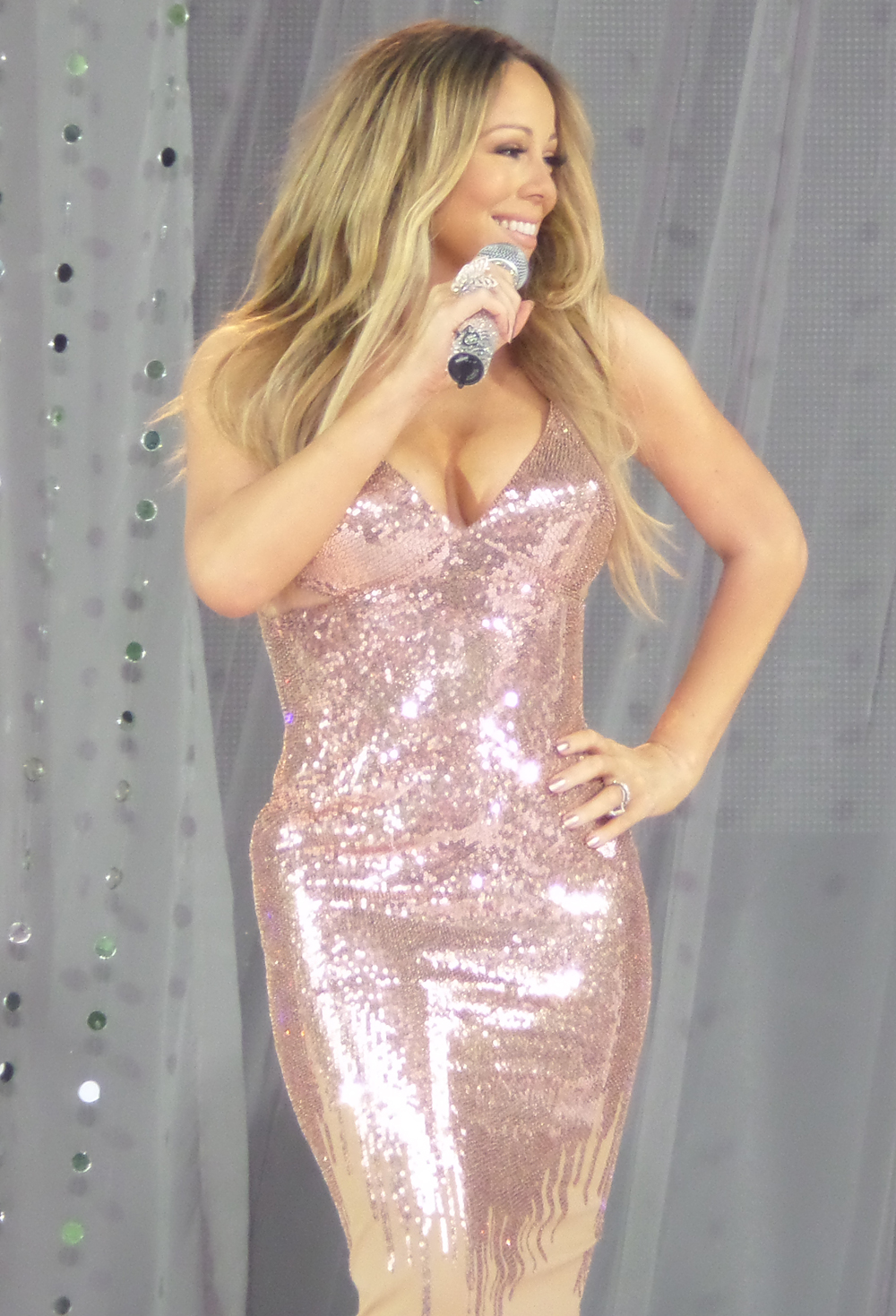
Mariah Carey manteve a posição conquistada em dezembro de 2009 e permaneceu entre janeiro e abril.

Esta é a lista de canções que atingiram o número um da tabela musical Brasil Hot 100 Airplay em 2010. A lista é publicada mensalmente pela revista Billboard Brasil, que divulga as cem faixas mais executadas nas estações de rádios do país a partir de dados recolhidos pela empresa Crowley Broadcast Analysis. As músicas, de repertório nacional e internacional e de variados gêneros, são avaliadas através da grade da companhia supracitada, que compreendia até então as cidades de São Paulo, Rio de Janeiro, Campinas, Ribeirão Preto, Brasília, Belo Horizonte, Curitiba, Porto Alegre, Recife, Salvador, Fortaleza e Florianópolis, além da região do Vale do Paraíba.
Em 2010, um total de cinco artistas e cinco canções alcançaram o primeiro lugar na lista musical. "I Want to Know What Love Is", de Mariah Carey, estreou o ano, mantendo a posição conquistada em dezembro de 2009. Zezé di Camargo & Luciano tiveram sua primeira entrada na Hot 100 Airplay com "Tapa na Cara", que conseguiu permanecer no cume por dois meses. Substituindo-a, o tema "Amo Noite e Dia", de Jorge e Mateus também se manteve por sessenta dias na posição. O grupo de pagode Exaltasamba alcançou o número um em setembro. Por fim, Luan Santana chegou ao topo em outubro e permaneceu até dezembro, terminando a trajetória das músicas mais tocadas no país daquele ano.

## Histórico
| Mês       | Canção                        | Artista                   | Ref.   |
| --------- | ----------------------------- | ------------------------- | ------ |
| Janeiro   | "I Want to Know What Love Is" | Mariah Carey              | [ 3 ]  |
| Fevereiro | "I Want to Know What Love Is" | Mariah Carey              | [ 4 ]  |
| Março     | "I Want to Know What Love Is" | Mariah Carey              | [ 5 ]  |
| Abril     | "I Want to Know What Love Is" | Mariah Carey              | [ 6 ]  |
| Maio      | "Tapa na Cara"                | Zezé Di Camargo & Luciano | [ 7 ]  |
| Junho     | "Tapa na Cara"                | Zezé Di Camargo & Luciano | [ 7 ]  |
| Julho     | "Amo Noite e Dia"             | Jorge & Mateus            | [ 8 ]  |
| Agosto    | "Amo Noite e Dia"             | Jorge & Mateus            | [ 8 ]  |
| Setembro  | "Tá Vendo Aquela Lua"         | Exaltasamba               | [ 9 ]  |
| Outubro   | "Adrenalina"                  | Luan Santana              | [ 10 ] |
| Novembro  | "Adrenalina"                  | Luan Santana              | [ 11 ] |
| Dezembro  | "Adrenalina"                  | Luan Santana              | [ 11 ] |